# Orkoraptor
Orkoraptor – rodzaj dużego teropoda należącego do kladu Tetanurae. Żył w późnej kredzie na terenie dzisiejszej Ameryki Południowej. Osady, w których odkryto jego skamieniałości pierwotnie datowano na mastrycht; późniejsze badania wskazują, że należy je datować na cenoman–santon, najprawdopodobniej na cenoman. Jego szczątki odnaleziono znaleziono w skałach formacji Pari Aike (przez Varelę i współprawników (2012) uważaną za część formacji Mata Amarilla; natomiast Egerton i współpracownicy (2013), Schroeter i współpracownicy (2014) oraz Lacovara i współpracownicy (2014) uważają formację Pari Aike jedynie za alternatywną nazwę formacji Cerro Fortaleza) w południowej Patagonii (Argentyna). Nazwa Orkoraptor oznacza „rabuś znad Zębatej Rzeki” i pochodzi od „Orr-Korr” – lokalnego określenia rzeki La Leona, gdzie odkryto skamieniałości orkoraptora. Materiał kopalny obejmował niekompletny szkielet zawierający fragment czaszki, kręg ogonowy oraz część piszczeli. Spośród południowoamerykańskich teropodów zasięg występowania orkoraptora obejmuje jedne z najbardziej wysuniętych na południe terenów.
Novas, Ezcurra i Lecuona wskazują na podobieństwa w budowie szkieletu pomiędzy orkoraptorem a maniraptorami i konkludują, że Orkoraptor jest formą bardziej zaawansowaną od np. tyranozaurów. Zęby przypominają budową zęby kompsognatydów i deinonychozaurów, jednak Orkoraptor różni się od niektórych grup celurozaurów (Ornithomimosauria, Compsognathidae, Alvarezsauridae, Dromaeosauridae, Aves) m.in. obecnością pojedynczej pary niewielkich pleurocelów po obu stronach kręgów ogonowych. Analiza Rogera Bensona i współpracowników z 2010 roku umiejscawia orkoraptora jako zaawansowanego allozauroida należącego do rodziny Neovenatoridae – grupy obejmującej zróżnicowane teropody. Jeśli hipoteza ta jest prawidłowa, Orkoraptor byłby geologicznie najpóźniejszym spośród wszystkich znanych allozauroidów. Z kolei z analizy kladystycznej przeprowadzonej przez Cristiana Dal Sasso i Simone Maganuco (2011) wynika, że Orkoraptor był bazalnym przedstawicielem rodziny Compsognathidae siostrzanym do rodzaju Scipionyx.